# Ibuproxam
L'ibuproxam è un derivato idrossilaminico dell'ibuprofene nel quale si converte in vivo.
Si tratta di un farmaco antinfiammatorio non steroideo (FANS) con attività analgesica ed antipiretica.

## Meccanismo di azione
Come per gli altri FANS il meccanismo di azione dell'ibuproxam è in gran parte legato all'inibizione dell'enzima cicloossigenasi e conseguentemente alla inibizione della sintesi delle prostaglandine.

## Farmacocinetica
L'ibuproxam, dopo assorbimento a livello del tratto gastrointestinale, viene in parte metabolizzato a ibuprofene.

A seguito di somministrazione orale di 400 mg il picco plasmatico viene raggiunto nel giro di 45 minuti. Circa l'80% di una dose di ibuproxam si lega con le proteine plasmatiche. La emivita plasmatica è pari a circa 90 minuti per l'ibuproxam e circa 78 minuti per l'ibuprofene, suo metabolita. La via di eliminazione è quella renale. Nell'uomo a distanza di 24 ore dalla somministrazione per os si ritrova il 22% della dose (di cui il 19% in forma di ibuprofene ed il 3% come farmaco immodificato).

## Tossicità
Nel topo i valori delle DL50 sono > 2000 mg/kg per os e di 491 mg/kg per via intraperitoneale.

## Usi clinici
Il farmaco è indicato nel trattamento delle sindromi dolorose di origine reumatica e traumatica a carico dell'apparato muscolo-scheletrico, nel trattamento di artrite reumatoide, osteoartrosi, spondilite anchilosante, borsiti, tendiniti, sciatalgie, distorsioni.

## Effetti collaterali e avvertenze
Gli effetti collaterali, come per tutti i FANS, sono soprattutto di tipo gastrointestinale. Si possono verificare pirosi gastrica, senso di peso epigastrico, ulcera peptica.

L'ibuproxam può causare inoltre cefalea e depressione. In alcuni soggetti sono stati segnalati casi di insufficienza cardiaca congestizia, ipotensione, reazioni di ipersensibilità (rash cutanei, broncospasmo, ecc.). L'applicazione locale può determinare allergie cutanee e dermatiti da contatto.

## Controindicazioni
L'ibuproxam è controindicato in caso di ipersensibilità al farmaco o ai FANS in generale e nei pazienti affetti da ulcera peptica in fase acuta. Il farmaco deve essere somministrato con cautela nei pazienti affetti da asma bronchiale o da malattie allergiche, scompenso cardiaco, ipertensione, difetti coagulativi, insufficienza epatica e renale.

## Dosi terapeutiche
Il farmaco viene somministrato per via orale in dosi di 800–1200 mg al giorno per 4-5 giorni sino a miglioramento della sintomatologia. La dose di mantenimento è di 400–800 mg al giorno. L'ibuproxam è commercializzato anche sotto forma di pomata o di unguento (in concentrazione del 5%) e può essere applicato topicamente: in genere sono necessarie 2-3 applicazioni/die per 4-5 giorni.

## Interazioni
Esattamente come per il suo metabolita ibuprofene la somministrazione contemporanea di farmaci anticoagulanti può aumentare l'incidenza di emorragie.